# Callithomia megaleas
Callithomia megaleas är en fjärilsart som beskrevs av Frederick DuCane Godman och Osbert Salvin 1898. Callithomia megaleas ingår i släktet Callithomia och familjen praktfjärilar. Inga underarter finns listade i Catalogue of Life.